# 하늘색*아일노츠
하늘색*아일노츠(天色*アイルノーツ)는 일본의 게임사인 유즈소프트에서 개발한 어덜트 게임이다.

## 개요
유즈소프트의 7번째 작품으로 2013년 7월 26일 발매했다.

## 스토리
교사인 사기노모리 토오루는 교사를 그만두려고 생각해 방을 빼고, 짐까지 싸놓았지만 은사인 쿠노 교수가 일손이 부족한 학교에서 일해달라고 부탁하자 아직 교사를 그만두고 싶지 않던 토오루는 하늘에 떠있는 섬인 '라이젤그'에 있는 여학원에 교사로 들어가게 된다.

## 용어·세계관

### 무대
라이젤그
펜·시크릿 여학원

## 등장인물

### 주인공
사기노모리 토오루(鷺ノ森 透)
성우 - 없음
주인공. 일본에서 교사를 하고 있던 청년. 어떤 사정으로 교사 인생에서 물러나려다 스승의 권유로 하늘에 떠 있는 섬 『 라이젤그 』의 부임 교사를 맡게 된다.
담당은 사회과(일본사 전공). 취미는 홍차. 찻잎에도 집착하고 있으며 기분에 따라 넣을 홍차를 바꾸고 있다.
신장이나 체중은 분명하지는 않지만 키가 178cm와 체중이 60kg정도라고 자기 소개 때 말하고 있다.

### 메인 히로인
샤리·워리크(シャーリィ・ウォリック)
성우 - 키타미 릿카(北見 六花)
교실에 답사를 간 토오루가 마주쳤던 소녀. 금발 미소녀로 성적 우수.집안도 라이젤그 손꼽히는 정치권 자리이며"공주님"으로 평가되고 있다.
콩쿨에 입상할 만큼 회화의 재능이 있고 취미로 동인 만화를 그리고 있다. 그러나 내용이 과격한 것도 포함되어 있으므로 주변 인물들에게 비밀이다. 그러한 크리에이터 정신으로 인해 감성의 안테나가 발동해 담화의 화제 속에서 제멋대로 망상을 하고 자주 코피를 내뿜기도한다.
아마기리 유네(天霧 夕音)
성우 - 토요타 세라(登代田 瀬良)
토오루의 클래스에 유학해 온 흑발의 현모양처. 느린 성격으로 말투도 정중하다.
헌신적이지만 그 열의가 넘쳐"자신의 주인으로 불릴 존재를 찾아내 섬기는 몸이 되고 싶다"라는 조금 위험한 소망을 품고 있다.
니니기의 사건에서 조력한 토오루에 은혜를 느껴 일부러 하숙집을 이동하고 자신도 『 짐승 과 송곳니의 점』에 이사해 토오루를 자신의 "주인"으로 한다는 목적을 가지고 있다.
시라가 아이리(白鹿 愛莉)
성우 - 나츠노 코오리(夏野 こおり)
유네처럼 라이젤그에 유학해 온 소녀. 토오루와"담임과 학생"인 동시에 "보호자와 아이"라는 입장에서 『 짐승 과 송곳니의 점』에서 동거하게 된다.
작고 낯가림이 심해 자꾸 숨고 토오루에게도 솔직하지 못하고 있다. 토오루와 교류를 통해 그를 "오빠"이라고 말하는 단계까지 개선되고 회화 대신 스마트 폰 메일로 기분을 전하는 경지까지 성장했다. 어미에 "입니다"라고 붙인다.
마사키·가이야르(真咲・ガイヤール)
성우 - 키리타니 하나(桐谷 華)
토오루의 하숙 『짐승 과 송곳니의 점 』의 간판 아가씨 동물귀와 꼬리를 기른 세리 앤 슬로프 혼혈아.
순진하고 호기심 왕성. 또 도넛을 좋아하는 먹보. 하지만 오랫동안 가업을 해왔기 때문에 헌팅 하는 술 취한 손님을 능란한 화술로 다루거나, 확실한 사람의 일면도 있다.

### 서브 히로인
티아·호헨베르펜(ティア・ホーエンヴェルフェン)
성우 - 유키노 타마(雪野 玉)
히노미야 코노카(火宮 木乃香)
성우 - 유키토 사오리(雪都 さお梨)

### 서브 캐릭터
프렌체스카·파라미디(フランチェスカ・パラミディ)
성우 - 이노우에 하나(井ノ上 花)
미토야 미노리(三刀屋 実里)
성우 - 마나카 우미(真中 海)
오웬·길야드(オーウェン・ガイヤール)
성우 - 카자키리 슌(風霧 瞬)
네오날드·워릭(レナード・ウォリック)
성우 - 오오이시 케이조(大石 恵三)
코구라 히로미(虎倉 博巳)
성우 - 이치죠 카즈야(一条 和矢)
쿠노(久能)
성우 - ?
미카나기 사쿠라(美金城 咲良)
성우 - ?